# ჰ
ჰ（グルジア語: ჰაე、/haɛ/）は、現行のグルジア文字の33番目の文字（正書法改正前は37番目）である。

## 使用
ジョージア語では無声声門摩擦音[h]を表す。記数法では数値9000を表す。
ジョージア国内のラズ語でも使用されている。トルコ国内で使用されているラズ語ラテン・アルファベットの「H」に対応する。アブハズ語（1937年から1954年まで）およびオセット語（1938年から1954年まで） のグルジア文字表記法でも使用されていたが、現在はキリル文字が主に使われ、アブハズ語で「Ҳ」と、オセット語で「Х」と記される。
ジョージア語のラテン文字化では「H」と記す。グルジア語の点字では記号⠯（U + 282F）となる。

## 字形
環境によりムヘドルリ字形の差が大きい文字の1つである。
| アソムタヴルリ | ヌスフリ | ムヘドルリ | ムタヴルリ |
| -------------- | -------- | ---------- | ---------- |
|                |          |            |            |

## 符号位置
| 文字 | Unicode | JIS X 0213 | 文字参照          | 備考           |
| ---- | ------- | ---------- | ----------------- | -------------- |
| Ⴠ    | U+10C0  | -          | &#x10C0; &#4288;  | アソムタヴルリ |
| ⴠ    | U+2D20  | -          | &#x2D20; &#11552; | ヌスフリ       |
| Ჰ    | U+1CB0  | -          | &#x1CB0; &#7344;  | ムタヴルリ     |
| ჰ    | U+10F0  | -          | &#x10F0; &#4336;  | ムヘドルリ     |